# Roodviltmos
Roodviltmos of veenknopjesmos (Aulacomnium palustre) is bladmos uit de familie Aulacomniaceae. Het groeit in lichtzure en kalkvrije heide, vennen, moerassen, natte heide en natte weilanden. Het geeft de voorkeur aan zonnige tot halfschaduwrijke, weinig tot matig voedselrijke locaties. Het groeit vaak naast veenmos (Sphagnum), niet zelden ook op basische bomen of meer zelden op verse tot vochtige, leemachtige locaties buiten moerassen.

## Determinatie
Roodviltmos vormt geelgroene tot frisgroene gazons. De stengels zijn maximaal 10 cm hoog en niet of nauwelijks vertakt. De stengel is dicht bezet met roodbruin rizoïdenvilt. De bladeren staan rechtop als ze nat zijn, maar zijn iets gekroesd als ze droog zijn. Het blad smal, lancetvormig en kan tot 5 mm lang worden. De bladrand is de bovenste helft gezaagd. Soms zijn er gesteelde broedkorrelhoopjes aanwezig ter hoogte van het midden van de stengel.
Net als gewoon knopjesmos kan kan het ook vegetatieve broedlichamen vormen (pseudopodia), maar dit gebeurt veel minder vaak. Sporogonen wordt uiterst zelden gevormd.
De ovale ronde lamina-cellen zijn ongeveer 14–20 micron lang en 7–13 micron breed.

## Verspreiding
Roodviltmos heeft een nagenoeg kosmopolitische verspreiding. Het komt voor in Noord-Amerika, Hispaniola, Venezuela, Eurazië en Nieuw-Zeeland. In Nederland is het zowel op het pleistoceen als in de laagveengebieden een vrij algemene soort. Ook in de duinen wordt de soort regelmatig gevonden, uiteraard vooral in de kalkarme duinen. Het is niet bedreigd en staat niet op de rode lijst.

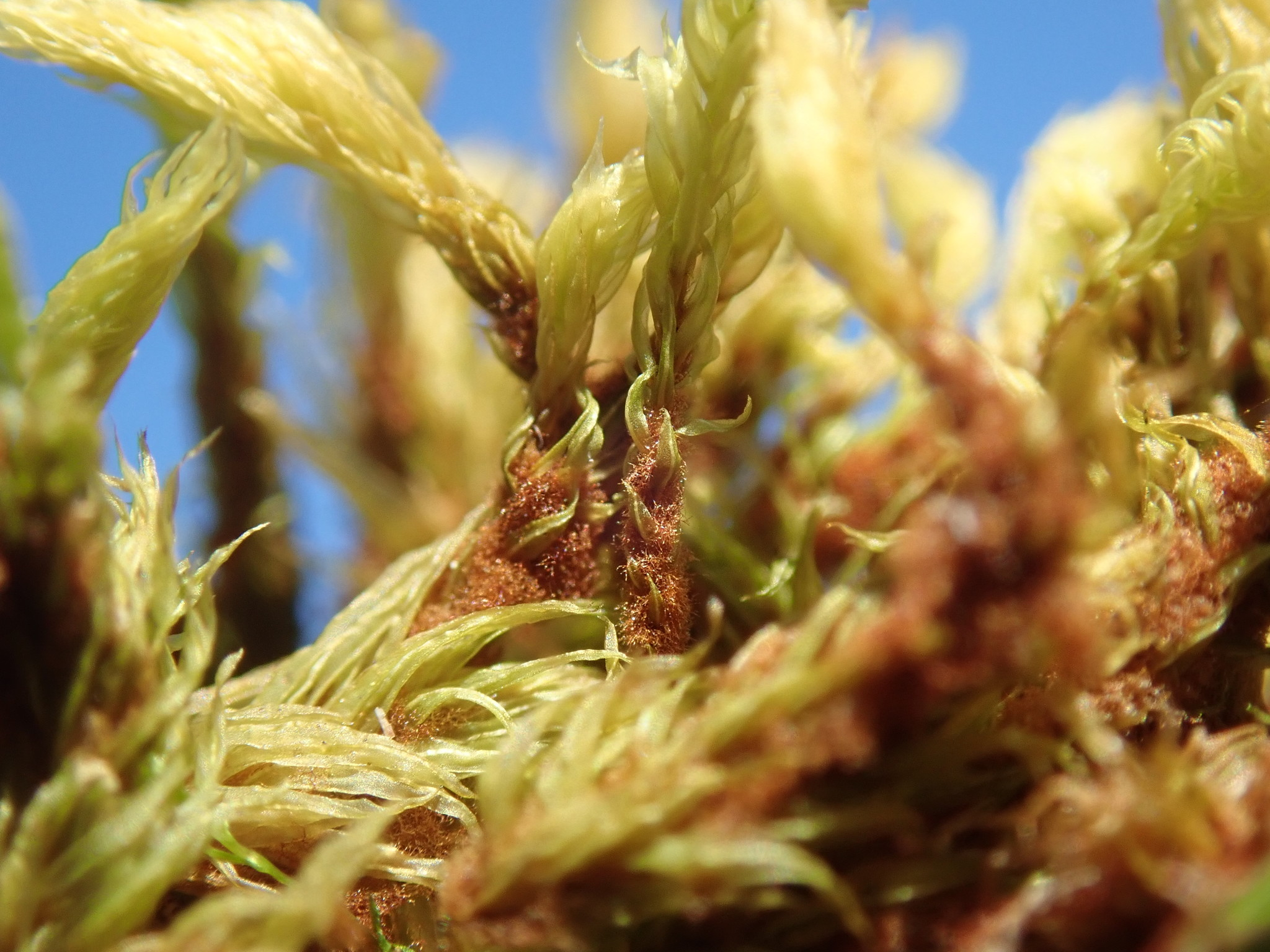
Mos
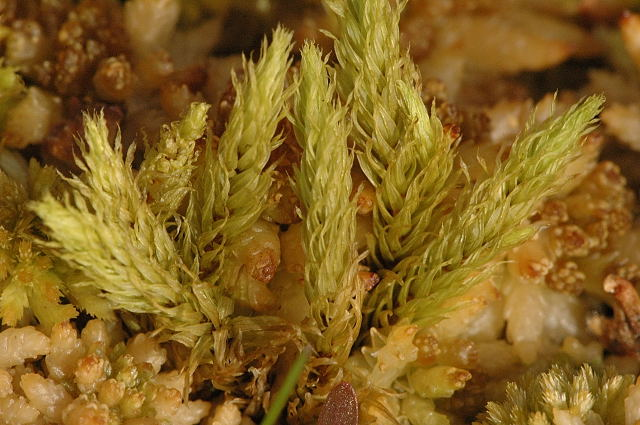
Mos
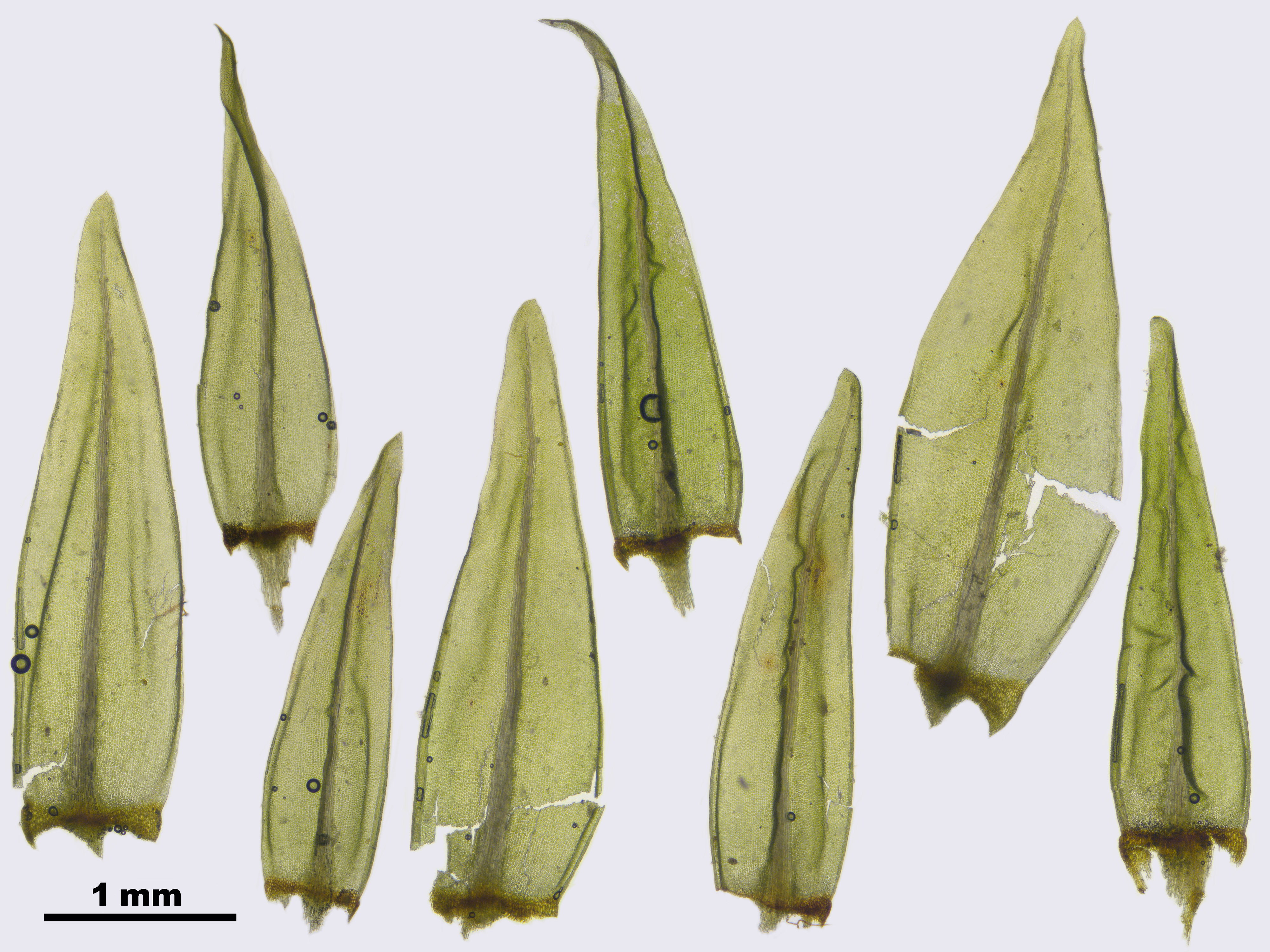
Bladtop
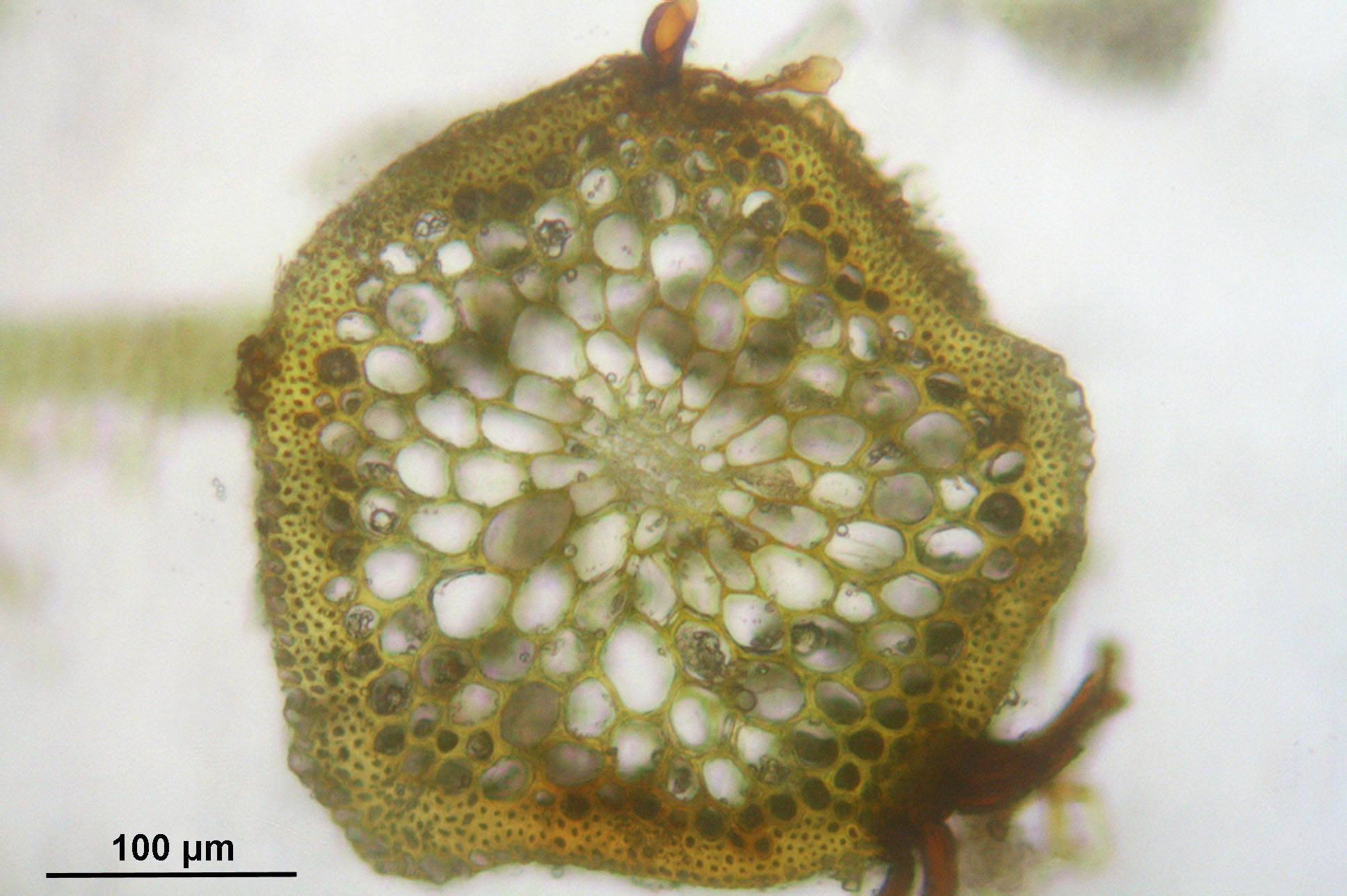
Stengeldoorsnede
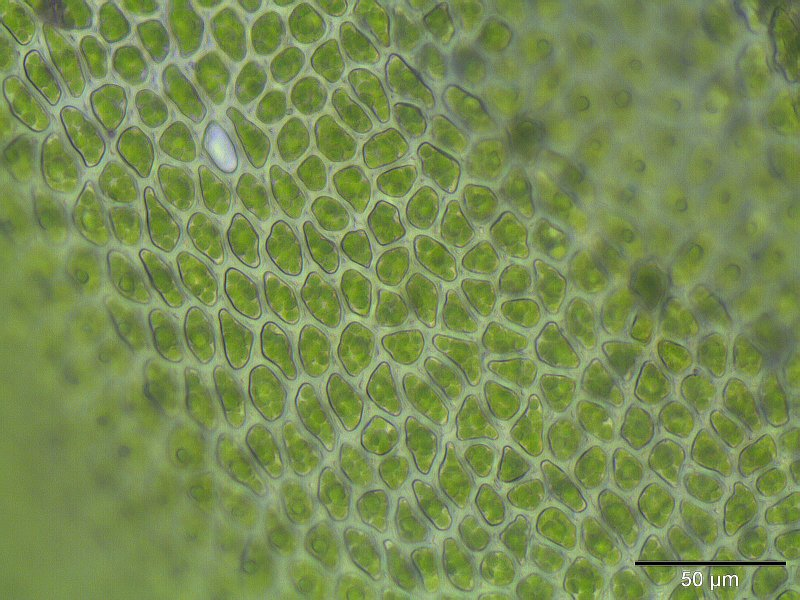
Laminacellen (400 x vergroting)